# McDonnell Douglas
Pour les articles homonymes, voir McDonnell (homonymie).
McDonnell Douglas était un constructeur aéronautique américain. Il est né de la fusion entre Douglas Aircraft Company et McDonnell Aircraft Corporation, pour former la nouvelle société McDonnell-Douglas le 28 avril 1967. Il a ensuite été racheté par Boeing en 1997. Les activités homologues des deux sociétés ont fusionné.
McDonnell Douglas a fourni pendant plus de trente ans des avions à l'US Navy, aux Marines (USMC) et à l'US Air Force (plus de cinquante ans avec l'expérience de McDonnell), avant d'être absorbé par Boeing.

## Historique

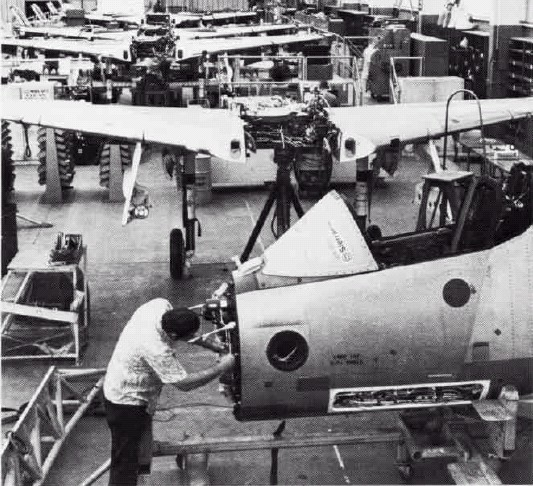
Assemblage d'A-4KU en 1977

James S McDonnell et Donald W Douglas avaient beaucoup de points communs : les deux hommes sont d'ascendance écossaise, sont diplômés du Massachusetts Institute of Technology (MIT), ont travaillé pour la Glenn Martin Company et étaient passionnés d’aviation.
Début 1967, la société Douglas est au bord de la faillite. Les livraisons du DC-9 ont de neuf à dix-huit mois de retard et les ventes du DC-8 s'effondrent. Au moment de la fusion, Dave Lewis, alors président de McDonnell, prend la tête du nouveau groupe. Le siège est établi à Saint-Louis, dans l’Etat du Missouri. 
Après la fusion, Mc Donnell Douglas (MDD) devint le quatrième constructeur aéronautique des États-Unis, après North American, Lockheed, et Boeing et emploie plus de 140 000 personnes en 1967. En 1970, ce chiffre passe à 92 500 - elle est alors le plus important employeur de l'industrie aéronautique mondial hors bloc de l'Est et le 5e en chiffres d'affaires. En 1976, l'effectif tombe à 57 000 avant de remonter. James McDonnell devient le PDG de la nouvelle entité et Donald Douglas est nommé président honorifique. Son fils, Donald Douglas Jr prend la tête de la division Douglas à Long Beach.
La nouvelle entité s'appuie principalement sur deux usines, une à Long Beach Californie (Douglas Aircraft Company) avec sa division Civil et Transport qui ferme ses lignes de production fin 2015, l'autre à St Louis (Mc Donnell), Missouri, avec sa division Militaire (Avion de Combat et Espace). 
Le 10 février 1993, McDonnell Douglas annonce la livraison de son 10 000e appareil. Au cours des années 1990, la société fusionne avec un géant, Boeing, alors numéro un mondial de l’Aviation civile.

## Avions commerciaux et transports militaires

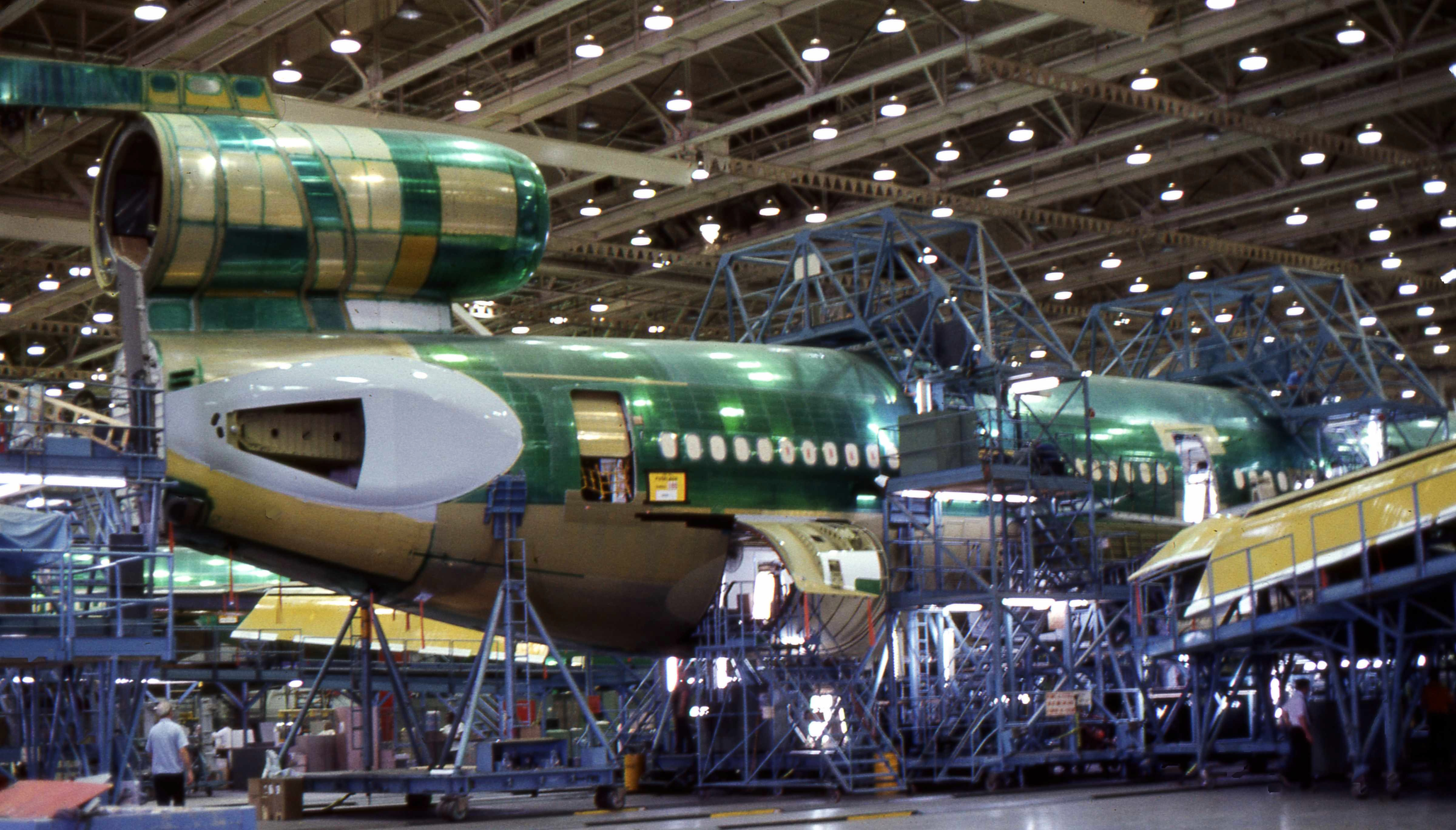
Assemblage d'un avion de ligne McDonnell Douglas DC-10 à l'usine de Long Beach en août 1974.

Le développement et la construction des avions commerciaux ainsi que des appareils de transports militaires sont de la responsabilité de l’usine de Long Beach, en Californie, ancien siège de Douglas.

### La série des MD

#### MD-100
Le premier projet d’avion commercial est de développer un successeur au DC-10. Afin de gagner du temps et d’essayer de changer l’image du DC-10 (victime de plusieurs accidents), le projet d’un nouvel avion, le MD-100 (MD pour McDonnell Douglas), est lancé. Cette nouvelle appellation met fin à la série des DC. Mais le projet total fut annulé lors d’une réunion, le 11 novembre 1983, sur demande de Sanford McDonnell, président du groupe McDonnell Douglas et neveu du fondateur. Il invoque la baisse de commandes de la part des compagnies aériennes. Néanmoins, une partie de développement du MD-100 (nouveau cockpit avec une planche de bord tout écran) se retrouve sur certains DC-10 qui prennent alors la désignation de MD-10.

#### MD-11
Le DC-10/MD-10 étant de conception ancienne, la division de Long Beach propose, après l’affaire du MD-100, de reprendre les études du DC-10, de rallonger la cellule, d’incorporer une planche de bord « tout écran » développée pour le MD-100 et de rajouter des winglets. Le MD-11 est lancé le 30 décembre 1986. 200 exemplaires sont construits et la production du MD-11 n'est arrêtée en 1998 qu'après la fusion avec Boeing.

#### MD-12
Le MD-12 est un projet d’avion gros porteur, à l’origine triréacteur comme son prédécesseur, mais qui aboutit à un quadriréacteur ayant la même longueur que le Boeing 747. Il aurait dû avoir une longueur de 72,50 mètres pour une envergure de 64,80 m. MDD s’associe pour le projet avec la Taiwan Aerospace Corporation. Malgré une campagne marketing agressive aucune commande n'est enregistrée et après le retrait de la Taiwan Aerospace Corporation MDD abandonne le projet, préférant se consacrer au développement du C-17.

#### MD-80
Le DC-9 est également modifié, amélioré ou allongé et les différentes nouvelles versions sont rebaptisées MD-80, MD-81 et MD-82. Il est finalement baptisé Model 717 par Boeing lors de la fusion.

### Transport militaire
L’équipe de Long Beach est mise à contribution pour le projet AMST avec le YC-15 qui devait remplacer le C-130 Hercules, mais à cause de réductions de budget en 1979, le projet ASMT est abandonné.
Néanmoins, le 11 avril 1997, un exemplaire de l’YC-15 sert de développement au nouveau projet de transport militaire ATD, qui deviendra le C-17 Globemaster III. Celui-ci sera produit jusqu'en 2015.

## Avions militaires
Si l’usine de Long Beach était responsable des activités civiles et transports, l’usine de Saint-Louis dans le Missouri avait la responsabilité de développer et construire les avions de combat. En fait, la fusion ne change pas grand-chose, dans la mesure où Douglas ne développait plus d’avions de combat et que McDonnell n’a conçu qu’une poignée d’avions civils.
En 1969, MDD remporte le contrat F-X avec son F-15 Eagle. L'appareil est construit à partir de l'usine de St Louis.
Puis, en 1973, une collaboration entre MDD et British Aerospace lance une étude pour améliorer le Harrier. C'est la naissance de l’AV-8B Harrier II (ou Harrier GR 5 chez les Anglais).
En 1975, MDD s'associe avec Northrop pour répondre au programme NAC (Naval Air Combat Fighter) de l'US Navy. Les deux avions concurrents sont le YF-16 en version navalisée et le YF-18, dérivant directement du YF-17. Le YF-18 est choisi par l'US Navy en 1976.
Le 24 mai 1978, presque vingt ans après son premier vol, MDD livre le 5 000e exemplaire du F-4 Phantom II (Numéro de série 77-0290). Un total de 5 195 F-4 ont été construits. Le Phantom II reste à ce jour[Quand ?] l’avion occidental le plus construit d’après-guerre.
En 1985, Northrop s'associe avec MDD pour répondre à l'appel d'offre de l'USAF pour l'ATF. Ils conçoivent le YF-23. Le 23 avril 1991, le F-22 de Lockheed Martin est déclaré vainqueur.
Le 13 janvier 1988, MDD et General Dynamics sont déclarés gagnants sur le projet ATA (Advanced Tactical Fighter) de l’US Navy pour remplacer le A-6 Intruder. Le A-12 Avenger II doit être un avion d’attaque à long rayon d’action, furtif, embarqué. La difficulté technique, les coûts prohibitifs et l'allongement des délais de livraison entrainent l’annulation du projet le 13 janvier 1991, ainsi que le licenciement des 5 600 employés affectés aux projets sur les deux compagnies.
L’annulation de ce contrat, ainsi que l’abandon de la version navale du F-22 Raptor, permit à MDD de proposer une nouvelle version du F-18 le F/A-18 E Super Hornet. Bien que reprenant les lignes générales du F/A/18A, le F/A-18 est plus grand, emporte plus de 13 % de carburant en plus, dispose de nouveaux réacteurs. Le F/A-18 E Super Hornet a remplacé le F-14 Tomcat.

## Missiles
Avec l’expérience acquise par Douglas et McDonnell, la nouvelle entité participa a plusieurs programmes de missiles. McDonnell Douglas Astronautics company a été impliquée dans deux programmes majeurs de l’US Navy :
1. Le AGM-84 Harpoon, bien que commandé à l’origine par la Marine, sera également livré à l’USAF et douze autres pays en date de 1985[8] ;
2. Le BGM-109 Tomahawk développé en joint venture avec General Dynamics, Convair division.

Puis deux autres programmes de missiles, plus petits : le FGM-77 Dragon, missile antichar, et le Mk 153 Shoulder-Launched Multipurpose Assault Weapon (en) (SWAW), roquette anti-véhicule et anti-fortificationn, à partir de la licence du IMI B-300 israélien.

## Division Espace
La division Espace, regroupée à St Louis, continue également la construction du lanceur Delta. Avec le programme Gemini, conçu sous McDonnell, MDD est le maître d’œuvre d’un ambitieux programme : la première station spatiale opérationnelle américaine, le Skylab.
MDD réalise également le PAM (pour Payload Assist Module) permettant à des satellites lancés par la Navette ou d’autres lanceurs d’atteindre des orbites plus hautes.

## Autres activités
Bien que la société Douglas soit principalement connue pour ces avions, missiles et lanceurs, elle a été également présente dans d’autres domaines d’activités :
sous Douglas Aircraft Company, et ensuite MDD, elle construit plus de support de bombes que n’importe quelle autre compagnie, puis des appareils photos pour le programme Apollo, ainsi qu’un stabilisateur de sol pour la construction du pipe-line en Alaska et aussi des simulateurs de vol pour l’ensemble de ses avions et paradoxalement des simulateurs pour locomotives pour la Southern Pacific Railroads.
Un modèle de simulateur de vol, le MACS, peut être reconfiguré pour simuler des F-15, F/A-18 ou AV-8 ; cinq MACS peuvent être connectés ensemble et un seul peut simuler jusqu'à douze appareils.
McDonnell Douglas a également fabriqué des sièges éjectables non seulement pour les F-15 mais aussi pour les F-16 et A-10 qui se déclenchent à partir d’une altitude de 47 mètres (avant l'apparition de sièges zéro/zéro).

## MD Helicopters
McDonnell Douglas Helicopters (MD Helicopters) trouve ses origines dans la société Hughes Tool, Division Avions, qui devient Hughes Helicopters. Après les succès des appareils civils Hughes 269, 300, 500 Defender et 530F, et des modèles militaires OH-6 Cayuse, TH-55 Osage et AH-64 Apache, la société Hughes Hélicoptères est vendue en 1984 à MDD. 
Après le rachat de MDD par Boeing, MD Helicopters est cédée en 1999, à MD Helicopter Holdings Inc., une filiale de RDM Holding Inc, Boeing gardant les droits sur le AH-64 et le système NOTAR.
La société MD Helicopters est cédée en 2005, et recapitalisée et existe toujours en tant que société indépendante produisant toujours les MD 500E, MD 530F, MD 520N, MD 600N et MD Explorer.

## Rachat
Début 1990, la fin de la guerre froide réduit le montant des contrats militaires. Dans la même période, la crise du transport aérien et le manque de cash-flow, imposent à MDD une restructuration profonde : la société vend certaines filiales et commence à licencier du personnel (la perte du contrat du A-12 entraînant une suppression de poste de plus de 3 000 employés). 
L'entreprise était également en grande difficulté financière depuis les années 1980, en raison de la mauvaise réputation de ses avions civils, notamment le DC-10, impliqué dans un grand nombre d'incidents et d'accidents aériens dont certains mortels, qui a valu au DC-10 la triste réputation d'avion dangereux, ce qui a causé une forte chute des carnets de commandes, et également une volonté pour de nombreuses compagnies aériennes de retirer ces avions de leurs flottes, en préférant les concurrents comme Boeing et Airbus. 
Le 15 décembre 1996, Boeing annonce le rachat de MDD pour une somme de treize milliards de dollars, à la plus grande surprise des marchés financiers. La concurrence sévère sur les avions commerciaux avec Boeing et Airbus, et la perte successive de plusieurs contrats militaires (le A-12, le YF-23) semble être l’élément déclencheur de ce rachat . Le 1er août 1997, l'entreprise est absorbée par Boeing.

## Avions militaires (principaux)
- F-4 Phantom II
- F-15 Eagle
- F/A-18 Hornet (en collaboration avec Northrop)
- KC-10 Extender
- AV-8B Harrier II
- YC-15
- C-17

## Missiles (principaux)
- AGM/RGM/UGM-84 Harpoon
- BGM-109 Tomahawk
- LIM-49A Spartan/Nike Zeus
- M-47 Dragon (missile antichar)
- SMAW version sous licence du B-300 israélien

## Avions civils (principaux)
- DC-8
- DC-10
- MD-11
- MD-80 (MD-81/82/83/87/88)
- MD-90
- MD-95